# Frederico Pernambucano de Mello
Frederico Pernambucano de Mello (Recife, 2 de setembro de 1947) é um escritor, historiador e advogado brasileiro. É considerado o maior especialista sobre o Cangaço no Brasil.

## Biografia
Frederico Pernambucano de Mello nasceu na cidade do Recife, capital do estado brasileiro de Pernambuco, no dia 2 de setembro de 1947.
Procurador federal aposentado, é formado em Ciências Jurídicas e Sociais pela Faculdade de Direito do Recife da Universidade Federal de Pernambuco, e sua especialização profissional abrange, além do Direito, Administração de Assuntos Culturais. Em 1988, foi eleito para a Academia Pernambucana de Letras. Foi superintendente da Fundação Joaquim Nabuco.

## Obras do autor

### Livros
- 1983 - Rota Batida: escritos de lazer e de ofício
- 1985 - Guerreiros do sol: o banditismo no Nordeste do Brasil
- 1993 - Quem foi Lampião
- 1997 - A Guerra Total de Canudos
- 1998 - Delmiro Gouveia: desenvolvimento com impulso de preservação ambiental
- 2002 - Guararapes: uma visita às origens da pátria
- 2007 - A tragédia dos blindados: um episódio da Revolução de 30 no Recife
- 2010 - Estrelas de couro: a estética do cangaço
- 2012 - Benjamin Abrahão: Entre Anjos e Cangaceiros
- 2016 - Na trilha do cangaço: o sertão que Lampião pisou
- 2017 - Guerra em Guararapes & outros estudos
- 2018 - Apagando o Lampião: Vida e Morte do Rei do Cangaço